# Gabriel Charpentier
Gabriel Moïse Charpentier (* 13. September 1925 in Richmond, Québec; † 7. November 2019 in Montréal) war ein kanadischer Komponist und Lyriker.

## Leben und Werk
Charpentier hatte zunächst Klavierunterricht in seiner Heimatstadt bei Estelle Letarte, dann in Trois-Rivières bei Joseph-Antonio Thompson und schließlich von 1940 bis 1945 am Jean-de-Brébeuf College in Montreal bei Hervé Cloutier und Fernand Graton sowie bei Jean Papineau-Couture. Bis 1947 studierte er im Benediktinerkloster von St-Benoît-du-Lac gregorianischen Gesang bei Dom Bergeron; bis 1953 studierte er schließlich in Paris bei Nadia Boulanger (Komposition), Annette Dieudonné (Solfège), Andrée Bonneville und Norbert Dufourcq.
Von 1954 bis 1980 war Charpentier Programmkoordinator und künstlerischer Berater für Musiksendungen im französischen Fernsehprogramm der CBC. In Zusammenarbeit mit Françoys Bernier, Pierre Mercure, Pierre Morin und anderen produzierte er Serien wie Concerts pour la jeunesse, L’Heure du concert, Musiques folles des années sages, und Les Beaux Dimanches. Hier wurden auch Werke zeitgenössischer Komponisten wie Serge Garants ...chant d’amours und das Ballett von Brian Macdonald und Harry Freedman The Shining People of Leonard Cohen vorgestellt.
1955 und 1956 gab Charpentier Sommerkurse in Musikgeschichte an der McGill University. Von 1961 bis 1964 unterrichtete er Musikgeschichte und Rhythmik an der National Theatre School. Von 1959 bis 1972 war er musikalischer Direktor des Théâtre du Nouveau Monde. Er komponierte Vokal- und Instrumentalmusik, wurde aber vor allem mit seinen Opern, Schauspiel- und Filmmusiken bekannt. Insgesamt schuf er mehr als sechzig Werke für das Musiktheater.
Infolge einer degenerativen Erkrankung verbrachte er die letzten Lebensjahre in einem Pflegeheim in Montréal, wo er im Herbst 2019 starb. Über seinen Tod wurde fast zwei Jahre lang Stillschweigen gewahrt, ein Nachruf erschien erst im Oktober 2021.

## Literarisches Schaffen
1948 erhielt Charpentier für seine Lyriksammlung Aire den Prix de la poésie moderne in Paris. Er schrieb die Texte für Pierre Mercures Cantate pour une joie und Dissidence und für Jocelyne Binets Trois Poèmes und übersetzte R. Murray Schafers Opern Loving und Beauty and the Beast.

## Werke
- Klondyke für 21 Sänger-Schauspieler, 4 Sänger-Tänzer, zwei Tenöre, Bariton, Bass, Instrumentalensemble und Tonband, 1965
- Orphée I/Orpheus II für zwölf Schauspieler, Solisten, Chor, Instrumentalisten und Tonband, 1969, 1972
- Clara 91, zehn Miniaturopern:
  - Clara on the Bridge für zwei Soprane, Kontraalt, Schauspielerin und zwei Cembali
  - Claracello ou Répertoire für Klavier, Klarinette und Cello, 1985
  - Clara et les philosophes, „opera cocktail“ für zwei Soprane, Kontraalt, Bariton, Bass, Flöte, Klarinette und Klavier, 1976
  - An English Lesson or Clara-Teacher, „opera-happening“ für Sprecher, Schauspielerin, zwei Tenöre, Bariton, Bass und Instrumentalensemble, 1968
  - Clara, la nuit für Kontraalt und Cello
  - A Tea Symphony or The Perils of Clara, „a kitsch opera in nine drinks“ für Sopran, Flöte und Klavier, 1972
  - Clara, un masque für Mezzosopran, Flöte, Klarinette, Violine, Cello, Klavier und Perkussion
  - Clarabelle-Clarimage, „an operation“ für zwei Soprane, Bariton, zwei Flöten, Klarinette und zwei Klaviere, 1979
  - Clara-Committee, „a charivari“ für zwei Soprane, Mezzosopran, Kontraalt, zwei Tenöre, Bariton, Bass, Schauspielerin, Instrumentalensemble und Tonband
  - Ballade du Fils de l’homme für zwei Soprane, Mezzosopran, Kontraalt, Bariton, Schauspielerin, Cello, Orgel, elektrische Perkussion und Tonband
- Messe I für drei Stimmen, 1952
- Lumières, Filmmusik, 1953
- Sept Chansons d’enfants für vier Stimmen, 1952
- Trois Poèmes de saint Jean de la Croix für Kontraalt, Violine und Cello, 1954
- La Chute de la maison Usher, Filmmusik, 1955
- Debout Joseph! für Stimme und Gitarre, 1955
- Histoires extraordinaires, Filmmusik, 1961–62
- L’Avenir, Sprechchor, 1962
- Permutation 1 2 3 4 für einen bis vier Chöre, 1962
- Jamais für drei Stimmen, 1963
- La Courte Échelle, Filmmusik, 1964
- Suite d’après la musique pour ‘Le Bourgeois gentilhomme’ für Cembalo, 1964
- Trois Ricercars für Oboe und Cembalo, 1966
- Trois Oraisons für Sopran, Cembalo, Klavier, Harfe und Vibraphon, 1971
- Grande Chaconne d’après la musique de ‘Galileo Galilei’ für Cembalo, 1971
- Veni creator spiritus für zwei Stimmen, 1973
- Processionnal für Sprecher, Sprechchor, Männerchor, Bläser, Cembalo, Harfe, Glockenspiel, Glocken und zwei Orgeln, 1974
- Suite d’après la musique for ‘Le Malade imaginaire’ für Cembalo, 1974
- Artère für Bariton, 1976
- Mass of the 17th Sunday after Pentecost für Tenor, Bariton, gemischten Chor, Glocken, Harfe und zwei Orgeln, 1982

## Lyrik
- Aire (Paris 1948)
- Les Amitiés errantes (Paris 1950)
- Le Dit de l’enfant mort (Paris 1952)
- Cantate pour une joie (Montreal 1955)